# 西乡街道
西乡街道是中国广东省深圳市宝安区下辖的一个街道，鄰近新安街道、航城街道，北接深圳國際機場。

## 地名起源
“西乡”一名，因其位于南头古城（也是原来新安县县城）以西而得名，其名最早出现于元末，最早见于《庐江郡何氏家记》。根据记载，西乡当时为郑润卿所割据，元顺帝至正二十七年，为何真所灭。明末清初，在西乡设大庙前市。是当时新安的八大集市之一。清中叶起，随着金鸡涌淤泥堵塞，南头城外的南头码头逐渐丧失其功能。而西乡河宽且水量大，因而西乡码头迎来了发展的新契机。凭借着码头货运的优势，西乡墟成为了当时宝安县一个重要的商品集散地。

## 行政沿革
西乡在夏、商、周三代为古百越地，秦属南海郡番禺县、博罗县地，晋咸和六年（公元331）后属宝安县，唐至德二年（757）后属东莞县，明万历元年（1573）后属新安县恩德乡二都辖地，清代属典史管属之西乡、上川、流塘等村地。中华民国初年沿袭清制，民国13年（1924）后先属宝安县第二区辖地，民国26年并入第一区。中华人民共和国成立后，历经政区改革变迁，1984年撤改为西乡镇，2004年西乡撤镇改为西乡街道办事处，为客家人之聚居地和深圳市宝安区政府派出机构。

## 地理
西乡街道地处宝安区以西，濒珠江河口，东鄰石岩街道。现辖区总面积58.55平方公里，下辖25个社区，25个居委会。总人口60多万人，其中户籍人口4万多人。

## 經濟
西鄉主要是以製造業為核心，約佔該街道的生產總值70%。西鄉共有工業1398家。

## 交通
境内毗鄰宝安国际机场，並有福永码头连通珠江三角洲各港口。

### 道路
- 107国道
- 广深高速公路

### 鐵路
- 深圳地鐵1號綫
- 深圳地鐵11號綫

## 圖片

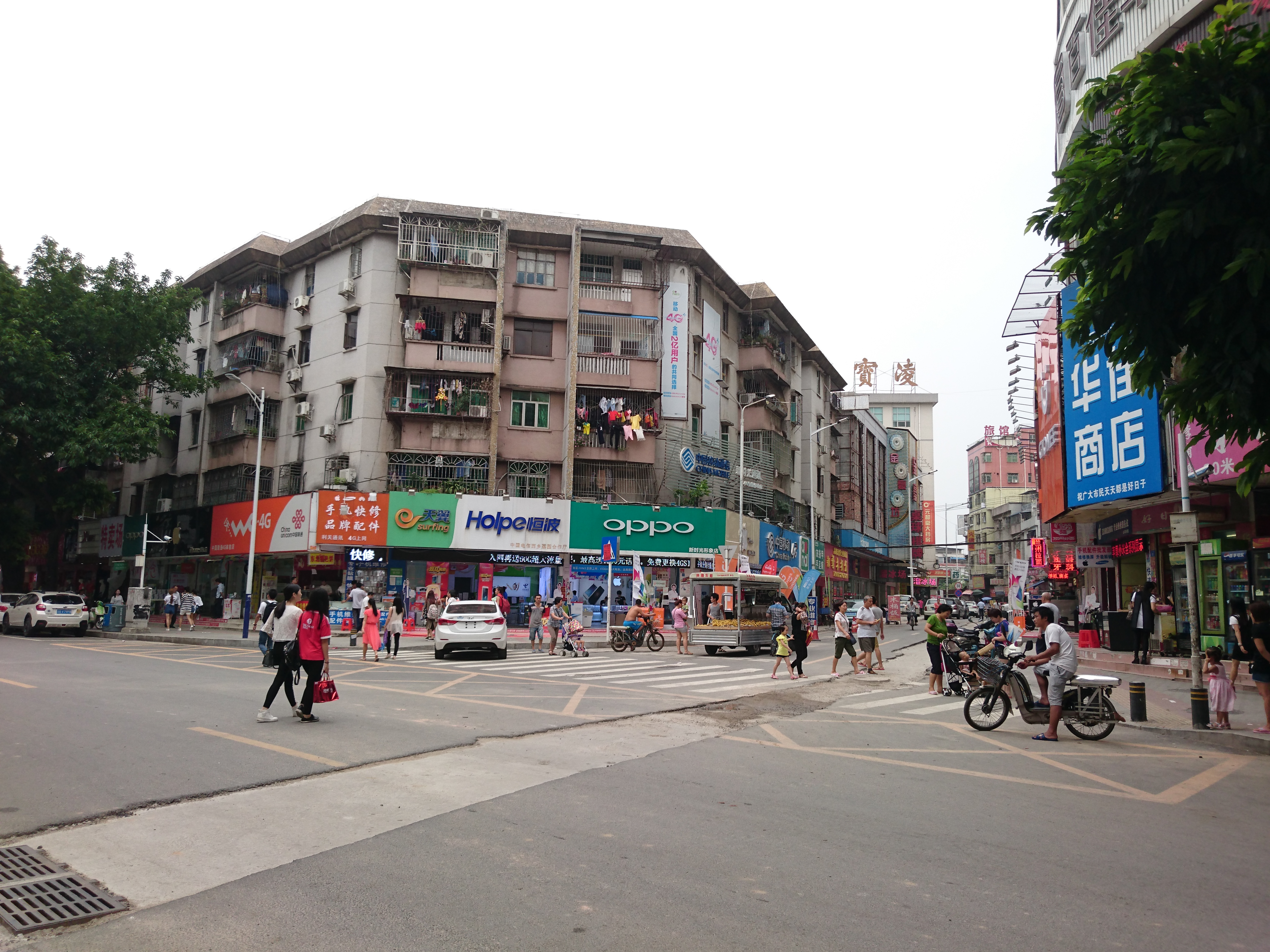
西鄉街頭
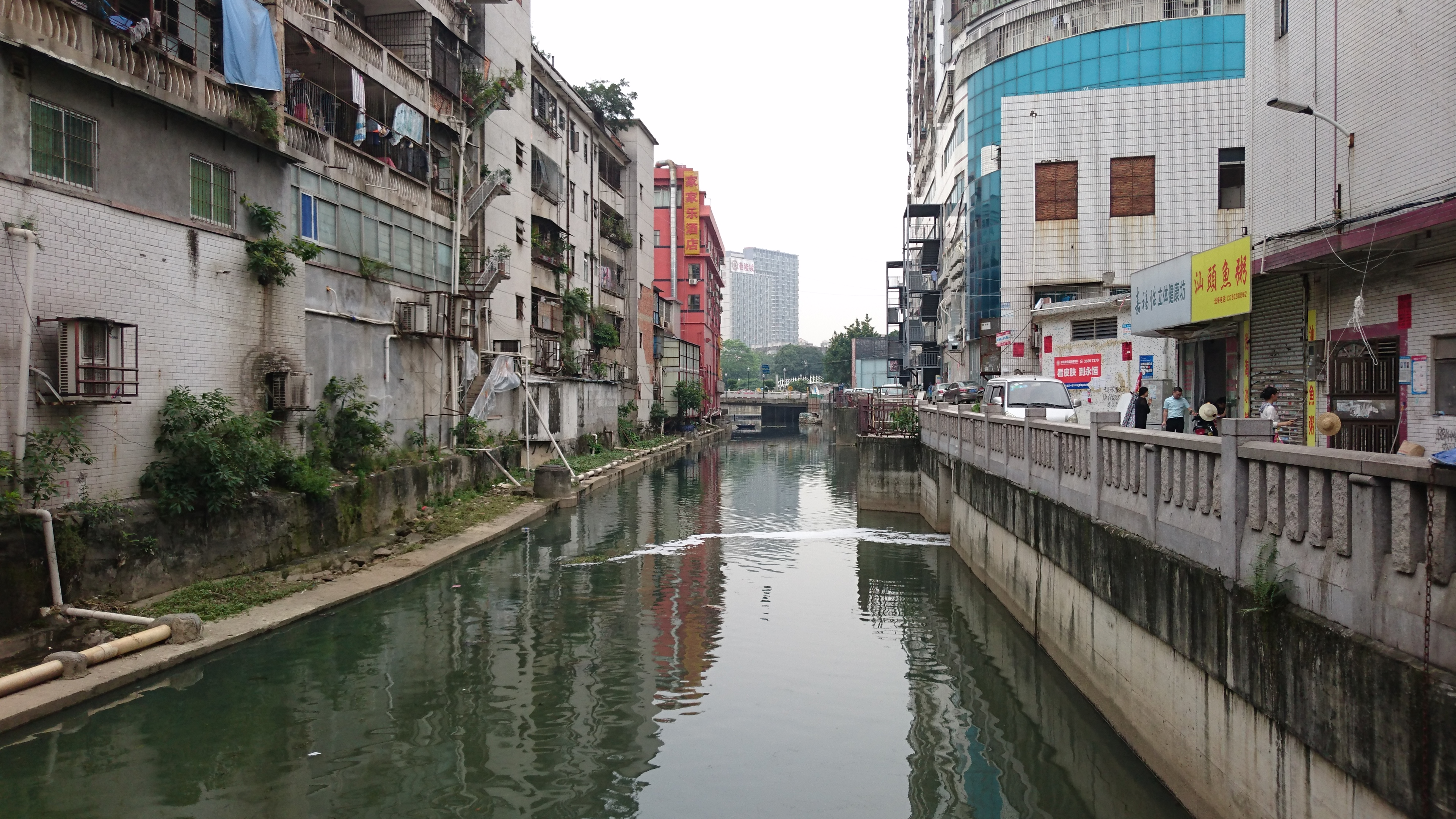
西鄉河